# 新闻集团
新聞集團（英語：News Corp）是一家位於美國的出版業跨國公司，是由前新聞集團的報紙和出版業務分拆而成。前新聞集團分拆為新聞集團和21世紀福斯公司——由前新聞集團娛樂及媒體事業組成。例如福斯娛樂集團。前新聞集團（轄娛樂及媒體）改組成為21世紀福斯公司，而新新聞集團則是由前新聞集團部份業務剝離后重組而成的新公司。

## 歷史
拆分計劃最早由於2012年6月28日宣佈，而更多的細節則在2012年12月3日公佈。新聞集團董事會於2013年5月24日通過拆分計劃，而股東大會則於6月11日通過。拆分計劃於2013年6月19日開始，新的新聞集團分拆之後在澳大利亞證券交易所重新上市，但新公司的股票在2013年7月1日之後才可交易。《華爾街日報》編輯羅伯特·詹姆斯·湯姆森出任該公司首席执行官，魯伯特·默多克不再擔任公司首席執行官，轉而出任21世紀福克斯公司的首席执行官。但是，默多克依然是兩家公司的董事長和股東。按照分拆計劃，原新聞集團股東每四股可兌換新新聞集團一股。
默多克說，分拆將“解放兩家公司的真實價值及各自獨特的資產優勢，使投資者受益于各自獨立的發展策略及更集中有效的部門管理”。此舉也被認為是在舊新聞集團遭遇一系列醜聞之後的切割行為。首席執行官羅伯特·詹姆斯·湯姆森承諾新公司將“努力培養一種新興企業的動力，儘管我們的企業已經是全球最著名的多媒體及信息服務公司”，并強調新的新聞集團會圍繞公司的性質和業務展開新的商業模式。新的新聞集團標誌是在2013年5月28日的一個投資者會議上公佈的，該標誌是基於默多克的手寫而進行設計的。
拆分后的新新聞集團於2013年6月19日重新在澳大利亞證券交易所重新交易，B股收于15美元左右，略低於一些分析家的預期。隨即新聞集團股票價格收報14.55美元，下跌3%，而新公司估值約為79億美元。舊新聞集團的分拆最終於2013年6月28日完成，新拆分的兩家公司——21世紀福克斯公司和新聞集團於2013年7月1日正式在納斯達克開始交易。
2013年9月4日，新聞集團宣佈將以8700萬美元的價格出售道瓊斯本地媒體集團（由33家地方報紙組成）給紐卡斯爾投資公司（Newcastle Investment Corp.）——該公司為堡壘投資集團的聯屬企業，而這些報紙將通過堡壘投資集團旗下的GateHouse傳媒公司運營。羅伯特·湯姆森認為報紙已經“與公司的未來投資業務不相符”。
2014年5月2日新闻集团宣布，将以4.55亿加币（约4.15亿美元）现金，买下浪漫小说主要出版商禾林出版公司。
2014年7月23日在線房地產分類廣告公司REA集團已斥資1.06億元收購了東南亞在線地產集團最大面積的17.2％的股份。
2014年9月29日新聞集團控股61.6%的澳大利亞房地產網站運營商REA Group Ltd將以約2億美元收購美國著名房地產網站運營商Move Inc的20%股份，新聞集團將以大約9.50億美元剩餘的80%股份。
新聞集團也開始在印度進行多種投資，如在2014年11月，投資3000萬美金在房地產網站ProTiger，同年12月買下BigDecisions.com，一個財務規劃的網站，以及在2015年3月收購印度的媒體公司VCCircle。
2023年9月，魯伯特·默多克宣布他將在同年11月退任新聞集團董事長，由長子拉克蘭·梅鐸繼任。

## 公司資產
新聞集團資產主要為舊新聞集團的報紙和出版業務，包括：
- 道瓊斯公司
- 澳大利亚新闻集团
- 英國新聞集團
- 《紐約郵報》
- 哈珀柯林斯出版社
- 美國新聞營銷公司（英语：News America Marketing）
- REA集团（英语：REA Group）（61.6%）
- 無線集团（英语：Wireless Group）

## 外部連結
- 新聞集團官方網站 （页面存档备份，存于）（英文）